# 西郷菊草
西郷 菊草（さいごう きくそう、文久2年7月5日（1862年7月31日） - 明治42年（1910年）9月6日）は、幕末から明治時代の女性。西郷隆盛の長女。母は愛加那。大山誠之助の妻。同母兄に西郷菊次郎。結婚後は大山 菊子。

## 生涯
文久2年（1862年）7月、奄美大島で誕生した。12歳頃に鹿児島の西郷家に引き取られ、明治9年（1876年）、14歳で大山巌の弟である誠之助と婚約する。父・隆盛が西南戦争で戦死した後は、西郷の正妻・糸子の元で家事に勤しんだ。婚約者の誠之助は西南戦争に従軍し、負傷して捕虜となり3年後に釈放され帰郷する。明治13年（1880年）、菊草17歳で30歳の誠之助と結婚、名前を「菊子」と改める。米子、慶吉、綱則、冬子の4子をもうけるが、夫の誠之助は定職に就かず、家庭内暴力もあったという。
菊子は夫と別居し、京都市長となった兄の菊次郎を頼って子供2人とともに京都で暮らすようになる。明治42年（1910年）9月6日、京都の菊次郎宅で死去した。48歳。葬儀には、西郷糸子、大山捨松、有馬国子（大山巌の姉）、西郷松（叔父である小兵衛の妻）などが参列した。墓は東京都杉並区大円寺。
近年、兄と共に写る菊子の写真が菊次郎の曾孫の自宅で発見された。